# Seznam azerbajdžanskih pesnikov
Seznam azerbajdžanskih pesnikov.

## B
- Abbasgulu Bakihanov

## F
- Fizuli

## G
- Nizami Ganjavi (Niẓāmī Ganjavī; Nizami Ganje'i; Nizami; Nezāmi, Jamal ad-Dīn Abū Muḥammad Ilyās ibn-Yūsuf ibn-Zakkī) (Perzijec)

## N
- Imadeddin Nesîmî
- Khurshud Banu Natavan

## R
- Suleyman Rustam

## S
- Khaqani Shirvani

## V
- Molla Panah Vagif
- Samed Vurgun